# Paula Ginzo
Paula Ginzo Arantes (Santoña, Cantabria, 16 de febrero de 1998) es una jugadora española de baloncesto, internacional con la selección femenina de España. Mide 1,89 centímetros y juega en la posición de pívot en el DKSK Miskolc de Hungría.

## Biografía
En 2024 ganó la Liga Femenina de baloncesto con el Valencia Basket, al que llegó procedente del Barça CBS.
Creció en Orense desde los dos años de edad.

## Selección nacional
Debutó con la selección absoluta el 17 de noviembre de 2018 ante los Países Bajos. En 2023 formó parte del equipo que logró la plata en el Campeonato Europeo de Eslovenia, tras perder la final ante Bélgica (58-64).

## Clubes
- 2017-2018: C. B. Estudiantes.
- 2018-2020: C. B. Al-Qázeres.
- 2020-2022: Gernika KESB.
- 2022-2023: Ensino Lugo.
- 2023-2024: Barça CBS.
- 2024: Valencia Basket.
- 2024-2025: C. B. Jairis.
- 2025-actualidad: DKSK Miskolc

## Palmarés

### Clubes
- Liga Femenina con el Valencia Basket (2023-24)
- Copa de la Reina con el Hozono Global Jairis (2025)

### Selección española

#### Absoluta
- Eurobasket 2023 ( Eslovenia– Israel)
- Eurobasket 2025 ( Alemania,  República Checa,  Grecia,  Italia)

#### Categorías inferiores
- Europeo U16 2013 ( Bulgaria)
- Europeo U18 2015 ( Eslovenia)
- Europeo U20 2017 ( Portugal)
- Europeo U20 2018 ( Hungría)
- Europeo U18 2016 ( Hungría)
- Europeo U16 2014 ( Hungría)

## Condecoraciones
- Anchoa de Plata en la Gala del Deporte Santoñés (2018).[7]